# 公子偃 (郑国)
公子偃（？—？），姬姓，名偃，字子游，谥宣，是郑穆公的儿子，郑灵公、郑襄公的兄弟，七穆之一游氏的始祖，郑国的卿。

## 领军
前588年春，诸侯联军驻扎在伯牛，从东边入侵郑国，以讨伐邲之战时郑国对晋国怀有二心。公子偃领兵抵御，他命令郑国东部边境的地方部队在鄤地设埋伏，最终将诸侯联军击败于丘舆。

## 和晋
前586年，许灵公在楚国控告郑悼公侵犯许国，六月，郑悼公去楚国争讼，没能得胜。楚国人捉拿了郑国的皇戌和子国。郑悼公回国后就派公子偃向晋国请求讲和。八月，郑悼公和晋国的赵同在垂棘结盟。

## 相郑伯
前585年，郑悼公去晋国拜谢与晋国的讲和，公子偃辅助相礼，在东楹的东边举行授玉的仪式。

## 后裔
公子偃的后裔以其字子游为氏，立游氏，是郑国七穆之一，也是游姓的起源。